# Northern Bay
Northern Bay is een plaats in de Canadese provincie Newfoundland en Labrador. De plaats bevindt zich in het zuidoosten van het eiland Newfoundland.

## Geografie
Northern Bay ligt aan de oostkust van Bay de Verde, een schiereiland dat op zijn beurt deel uitmaakt van het grote schiereiland Avalon. De plaats ligt aan het gelijknamige baaitje van de Atlantische Oceaan, nabij de noordrand van Conception Bay. Northern Bay ligt aan provinciale route 70 en grenst in het noordoosten aan Gull Island en in het zuiden aan Ochre Pit Cove.

## Geschiedenis
In 2003 werd het local service district Burnt Point-Gull Island-Northern Bay opgericht, waardoor Northern Bay samen met twee naburige plaatsen een lokaal bestuur kreeg. In 2019 werd het local service district echter opnieuw opgeheven.

## Demografie
Tussen 1991 en 1996 daalde de bevolkingsomvang van Northern Bay van 302 naar 295 inwoners.
Vanaf de volkstelling van 2001 worden er niet langer aparte censusdata voor Northern Bay bijgehouden. De plaats maakt sindsdien deel uit van de designated place (DPL) Burnt Point-Gull Island-Northern Bay. Ook in de meest recente vijfjaarlijkse volkstelling van 2021 was dit het geval.

## Galerij

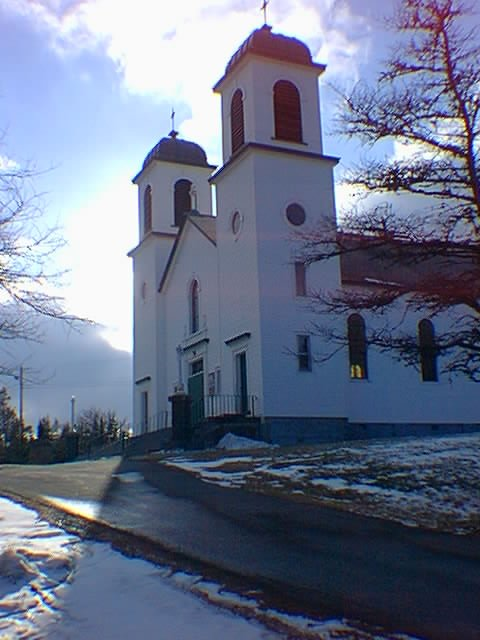
De Corpus Christikerk van Northern Bay
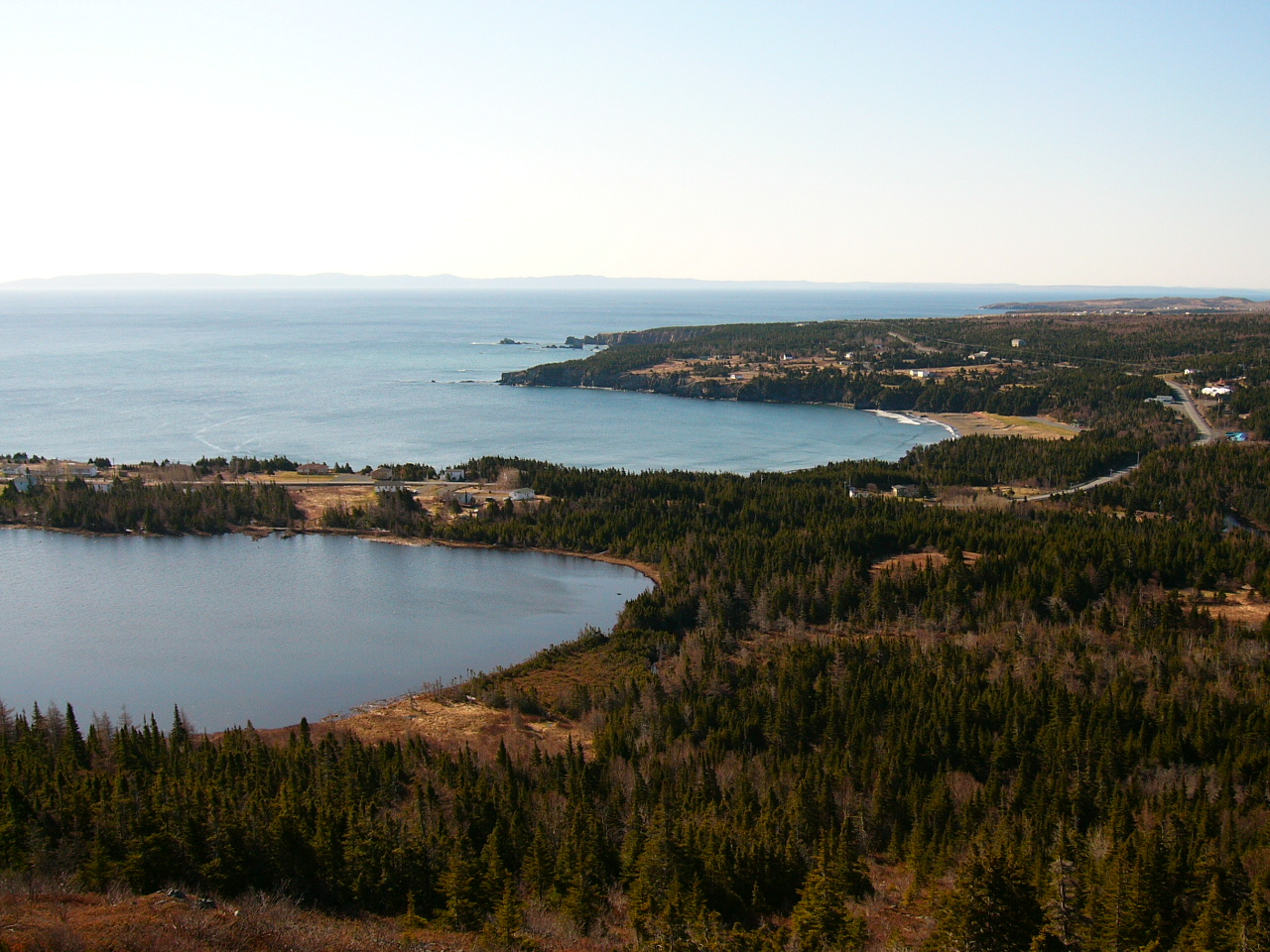
Zicht op Northern Bay met in de voorgrond het meertje Cummings Pond